# 归仁泽
歸仁澤（？—？），江蘇吳縣人。
出身名門，歸登之孫，歸融第五子。咸通十五年（874年）甲午科狀元，主考官是禮部侍郎裴瓚。官至觀察使。
仁泽的大哥歸仁晦為開成三年（838年）進士，二哥歸仁翰為大中十一年（857年）進士，四哥歸仁紹為咸通十年（869年）狀元。仁澤之子歸黯是景福元年（892年）狀元。